# Fitzroy Henry
Fitzroy Henry (* 24. Dezember 1973) ist ein ehemaliger Fußballspieler von St. Kitts und Nevis.

## Karriere

### Klub
Wo er in seiner gesamten Karriere auf Klubebene gespielt hat, ist nicht bekannt.

### Nationalmannschaft
Seinen ersten bekannten Einsatz hatte er am 5. Mai 1996 bei einem 5:1-Sieg im Qualifikationsspiel zur Weltmeisterschaft 1998 gegen St. Lucia als er ab der 80. Minute für Derrick Mills eingewechselt wurde. Bis zu seinem letzten Spiel am 16. April 2000 kam er auf fünf Einsätze.